# IRDC G11.11-0.11
IRDC G11.11-0.11 ist eine dichte, kalte Molekülwolke im Sternbild Schütze. Sie hebt sich auf Infrarot-Aufnahmen als dunkle, schlangenförmige Struktur vom helleren Hintergrund der diffusen Emission der galaktischen Ebene im mittleren Infrarot ab. Das Objekt ist etwa 11.000 Lichtjahre von der Erde entfernt. Das Kürzel IRDC steht für Infrared Dark Cloud (deutsch Infrarot-Dunkelwolke).